# 532年
| 千纪： | 1千纪 |
| 世纪： | 5世纪 \| 6世纪 \| 7世纪 |
| 年代： | 500年代 \| 510年代 \| 520年代 \| 530年代 \| 540年代 \| 550年代 \| 560年代                                                          |
| 年份： | 527年 \| 528年 \| 529年 \| 530年 \| 531年 \| 532年 \| 533年 \| 534年 \| 535年 \| 536年 \| 537年                                    |
| 纪年： | 壬子年（鼠年）；北魏普泰二年，中兴二年，太昌元年，永兴元年，永熙元年；南朝梁中大通四年；高昌章和二年；劉蠡升神嘉八年；元悅更兴三年 |

## 大事记
- 北魏
  - 高歡擊敗爾朱氏，掌握北魏政權，擁立元修為帝，是為北魏孝武帝。
- 南朝梁
  - 農曆正月初一，梁武帝任命元法僧为太尉。
  - 農曆二月，任命太尉元法僧为东魏王，想让他回到北朝，兖州刺史羊侃为军司马以監其軍，与元法僧同行。

- 朝鮮半島
  - 伽耶被新羅所兼併。

- 拜占庭帝国
  - 1月11日－君士坦丁堡爆发尼卡起义，3.5万起义者被杀。
  - 查斯丁尼一世开始续建索菲亚大教堂，537年完成。
  - 查士丁尼一世與薩珊王朝國王霍斯劳一世簽署了一個被稱為「永久和平」的停火協約，雙方停戰直到540年。

## 出生
- 元朗，北魏第14代君主。（513年生）

## 逝世
- 爾朱世隆，爾朱榮的堂弟。